# Свято-Покровська церква (Сутківці)
Свято-Покровська церква — мурована сакральна споруда оборонного типу, збудована на честь свята Покрови. Розташована у селі Сутківцях Ярмолинецького району Хмельницької області; репрезентує одночасно фортецю і храм. Покровська церква — унікальний взірець оборонного будівництва Поділля, нині є діючим храмом і музеєм, який відвідують численні українські й зарубіжні туристи. Вона є одним з найдавніших в Україні оборонних храмів і єдиним середньовічним оборонним храмом тетраконхового типу. Найближчим аналогом церкви-донжону є донжон в Етампі (Франція).

## З історії церкви
Первинно Покровська церква-фортеця у Сутківцях була споруджена як оборонна споруда — село стояло на Кучманському шляху, звичному маршрутові набігів татар на Поділля.
У 1476 році фортецю перебудовано під церкву з улаштуванням у першому ярусі цегляного склепіння на нервюрах і готичних щипців над другим ярусом центрального простору. У 16 столітті стіни першого ярусу було розписано фресковим живописом; його фрагменти збереглися й донині.

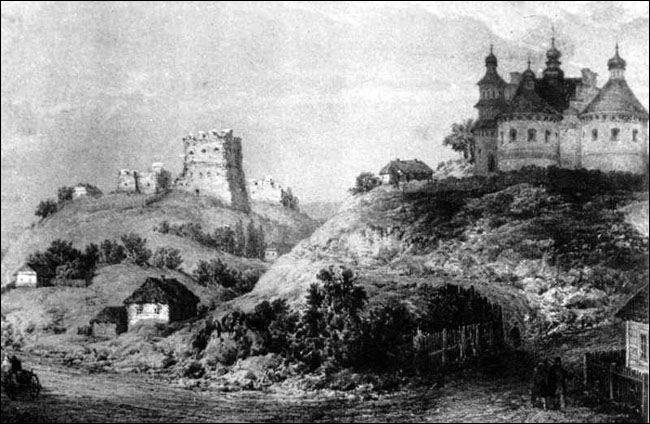
Наполеон Орда мал. XIX ст. Замок та Покровська церква

У 2-й половині XVIII століття над притвором було поставлено двоярусну дерев'яну дзвіницю з бароковою главкою. Ймовірно, тоді ж західний фасад споруди переробили на парадний і облаштували там вхід до храму.
У 1894 та пізніше у 1903 роках споруда піддалася реконструкції з розбиранням щипців; стрункі ґонтові дахи були замінені пологими бляшаними. Внаслідок цієї серії реконструкцій церква втратила давні готичні і барокові форми та набула рис, типових для єпархіальних церков, поширених у Російській імперії.
Під час радянських антирелігійних гонінь храм двічі закривали: з 1939 по 1942 рік та з 1946 по 1989 рік.
У результаті самодіяльного непрофесійного ремонту 1990-х років пам'ятку було оштукатурено ззовні та зсередини цементним розчином, що призвело до перезволоження стін і втрати більшої частини фрескового живопису. У 2006 році фахівці зафіксували гостроаварійний стан споруди.
Кардинальну реставрацію пам'ятки проведено у 2006–2009 роках за проектом відомих українських реставраторів Євгенії Пламеницької (1927–1994) та кандидата архітектурних наук Ольги Пламеницької.
У результаті протиаварійних робіт проведено осушення стін храму, частково знято цементний тиньк, ліквідовано аварійний стан. Пам'ятці повернуто втрачений середньовічний дах, що спирався на центральний стовп за типом середньовічних башт-донжонів. Стовп повністю зберігся в першому ярусі, однак був розібраний у другому під час розбирання щипців (рештки нижньої частини збереглися). Відновлено частково зруйнований бойовий парапет з бійницями-машикулями на другому ярусі, оборонні галереї в інтер'єрі храму. Планується завершення реставрації з повним зняттям цементного тиньку і розкриттям фресок, відновлення інтер'єру храму, проведення благоустрою прилеглої території. Роботи проведено за кошти, виділені Міністерством регіонального розвитку та будівництва у 2007–2009 роках за клопотанням Ярмолинецької районної адміністрації та церковної громади села Сутківці.
Нині (2010-ті роки) у Покровській церкві в Сутківцях проводяться богослужіння.
7 лютого 2019 року громада храму (без священика) ухвалила рішення про перехід від УПЦ МП до ПЦУ. Остаточно в квітні 2021 року Верховний Суд України відкинув усі аргументи колишнього промосковського батюшки і церква отримала новий юридичний статус.

## Опис

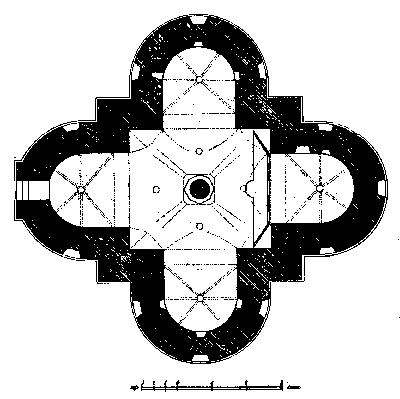
План церкви

За об'ємно-планувальним вирішенням Сутковецька Покровська церква-фортеця належить до типу чотириконхових споруд: з центральним об'ємом (10 х 11 м) і чотирма напівциліндричними баштами, що примикають до нього. Західний півкруг по фасаду і на всю висоту стін розкрепований прямою ділянкою 3,8 м.
Стіни завтовшки 1,5-1,8 м, з дрібного каменю, залитого вапняковим розчином.
Перекриття над першим ярусом являють собою систему цегляних хрестових і конхових склепінь з розпалубками на нервюрах. У центральному просторі вони спираються на стовп, утворюючи по його кутах віялові пучки нервюр; у півкругах, відокремлених від центрального простору арками, деяку подобу зірчастого склепіння. У місцях опертя нервюр закладені консольні блоки різного малюнку, в шелизі — замкові брили з геральдичними щитами.
Сходи на другий поверх — внутрішньостінні, кам'яні. Фасади спершу були вкриті затиркою вохристого кольору з домішкою товченої цегли. На другому ярусі збереглися бійниці-машикулі (для підніжного бою), центральний машикуль над входом, нижня частина стовпа, що піднімався з підвального ярусу і підтримував шатровий дах (основу стовпа можна оглянути в підвальному ярусі). Збереглися нижні частини щипців, розібраних і рівні даху. На другому ярусі становлять інтерес наріжні вежечки-бартизани по кутах центрального об'єму церкви. Дах виконаний з ґонту. 
Фрески частково існують під цементним тиньком. Вони датуються 16 ст., поверх них — залишки олійного живопису 19 ст., втраченого під час самодіяльного ремонту 1990-х років.
Під самим храмом були підвали, де було виявлено багато людських останків. Крім того, до Сутковецького замку вів підземний хід.
Пам'ятка є витвором будівельного мистецтва XIV–XVIII століть, що не має аналогів за своїм архітектурно-планувальним вирішенням у країні.
На липень 2011 року (за словами отця Григорія, що править службу Божу в цьому храмі) держава виділила 5,5 млн грн. на реставраційні роботи, але їх початок ще лишень очікується.

## Світлини

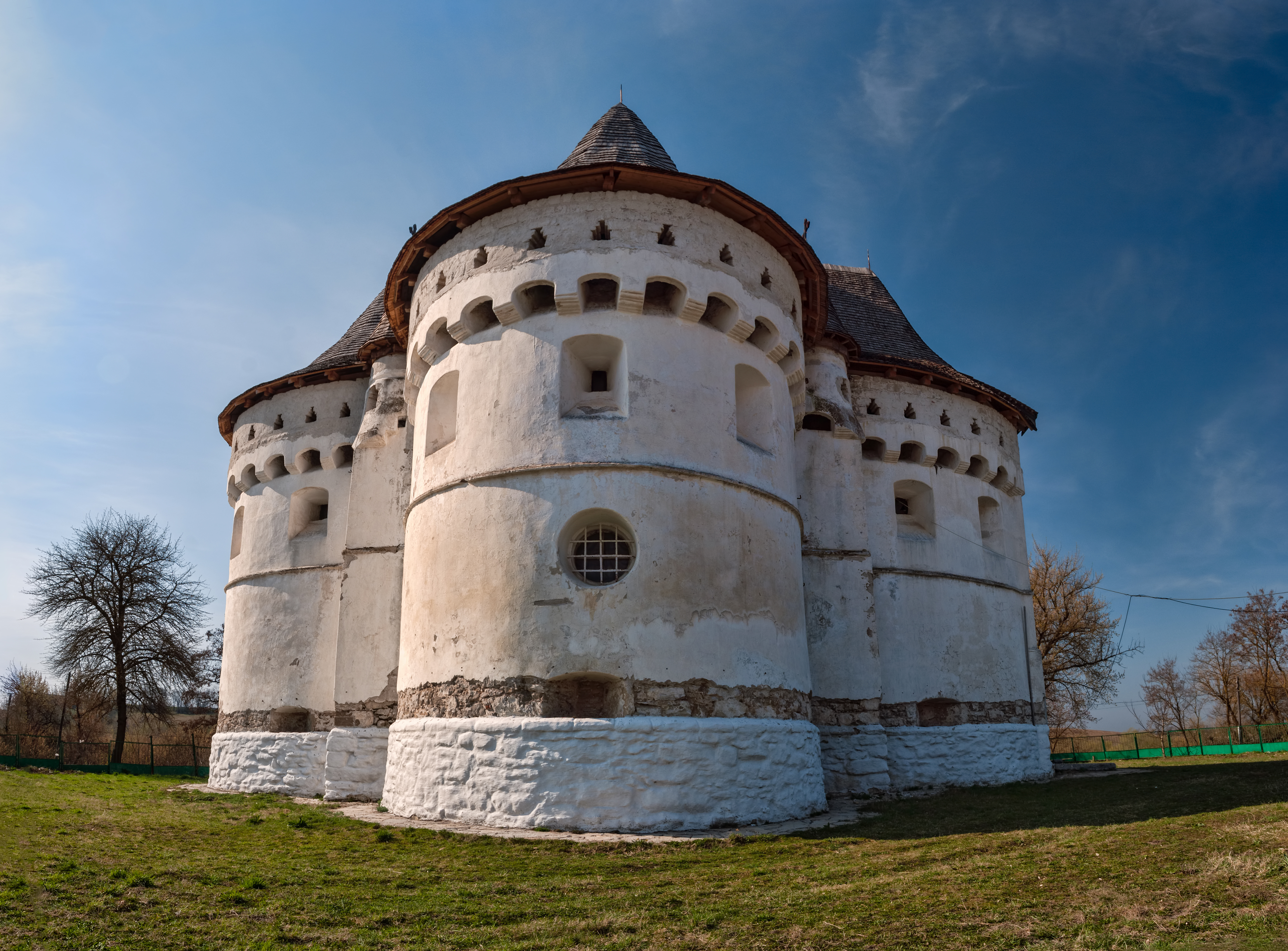
Вид на церкву-фортецю
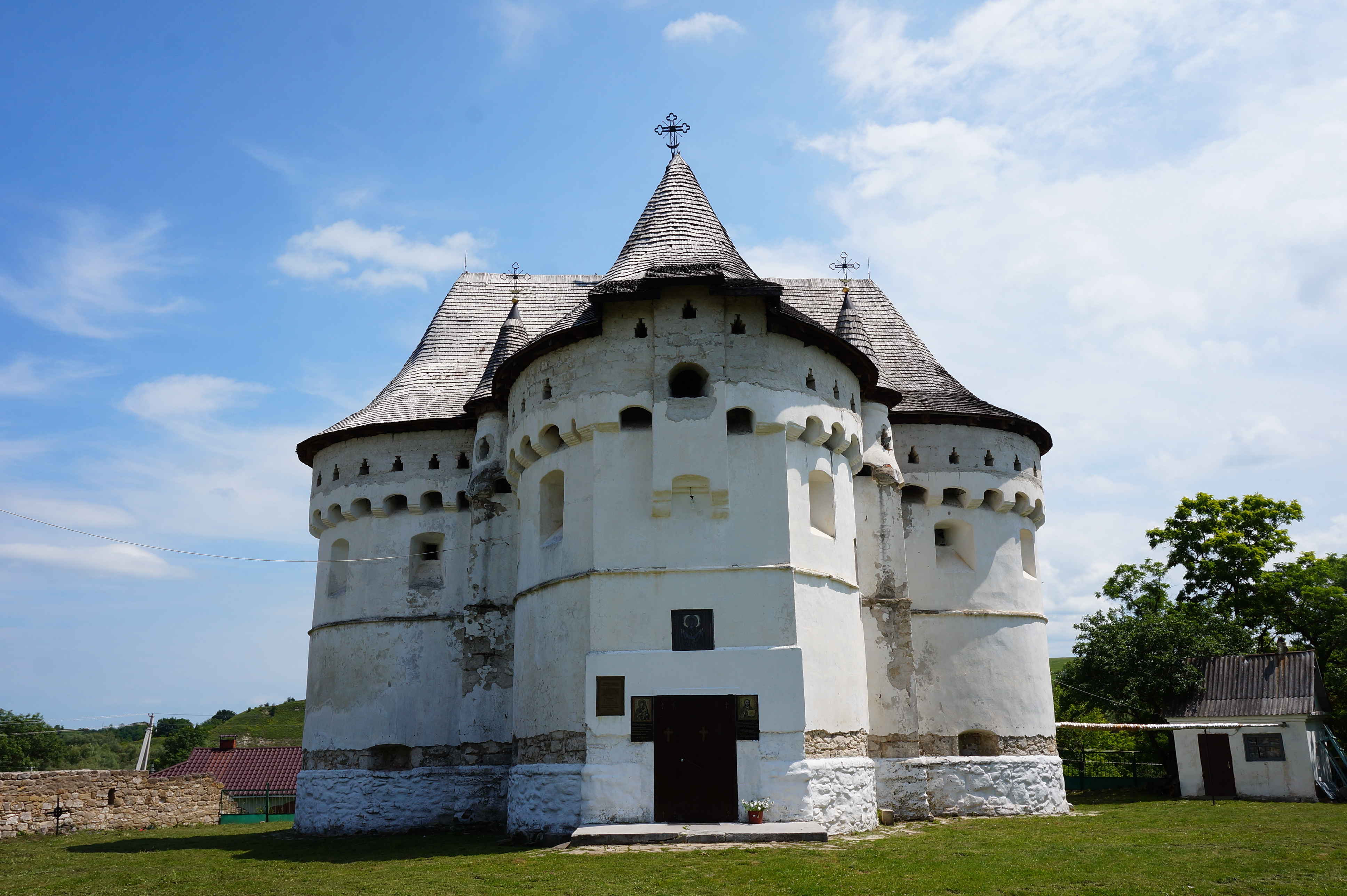
Вид на церкву-фортецю
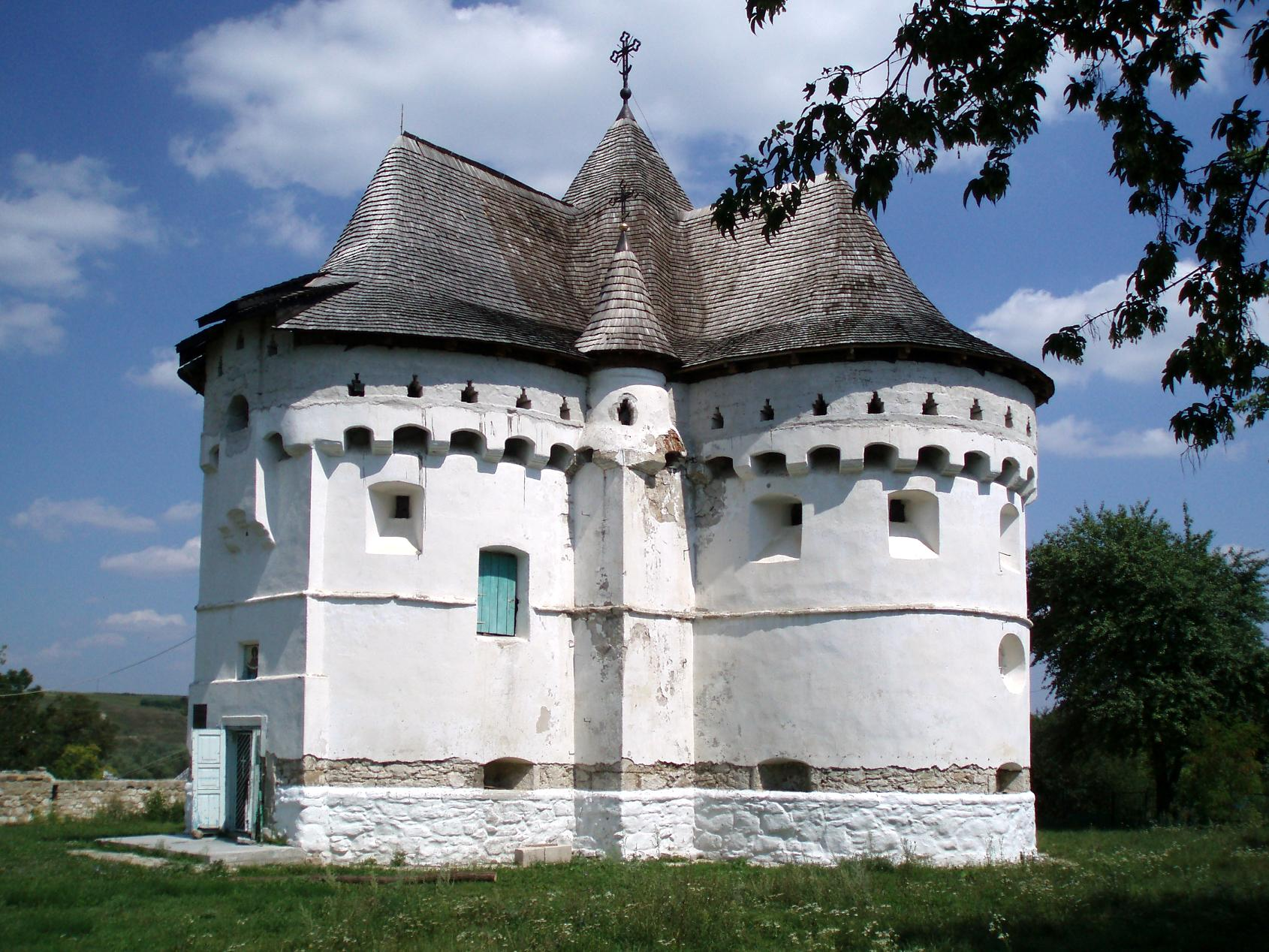
Вид на церкву-фортецю збоку
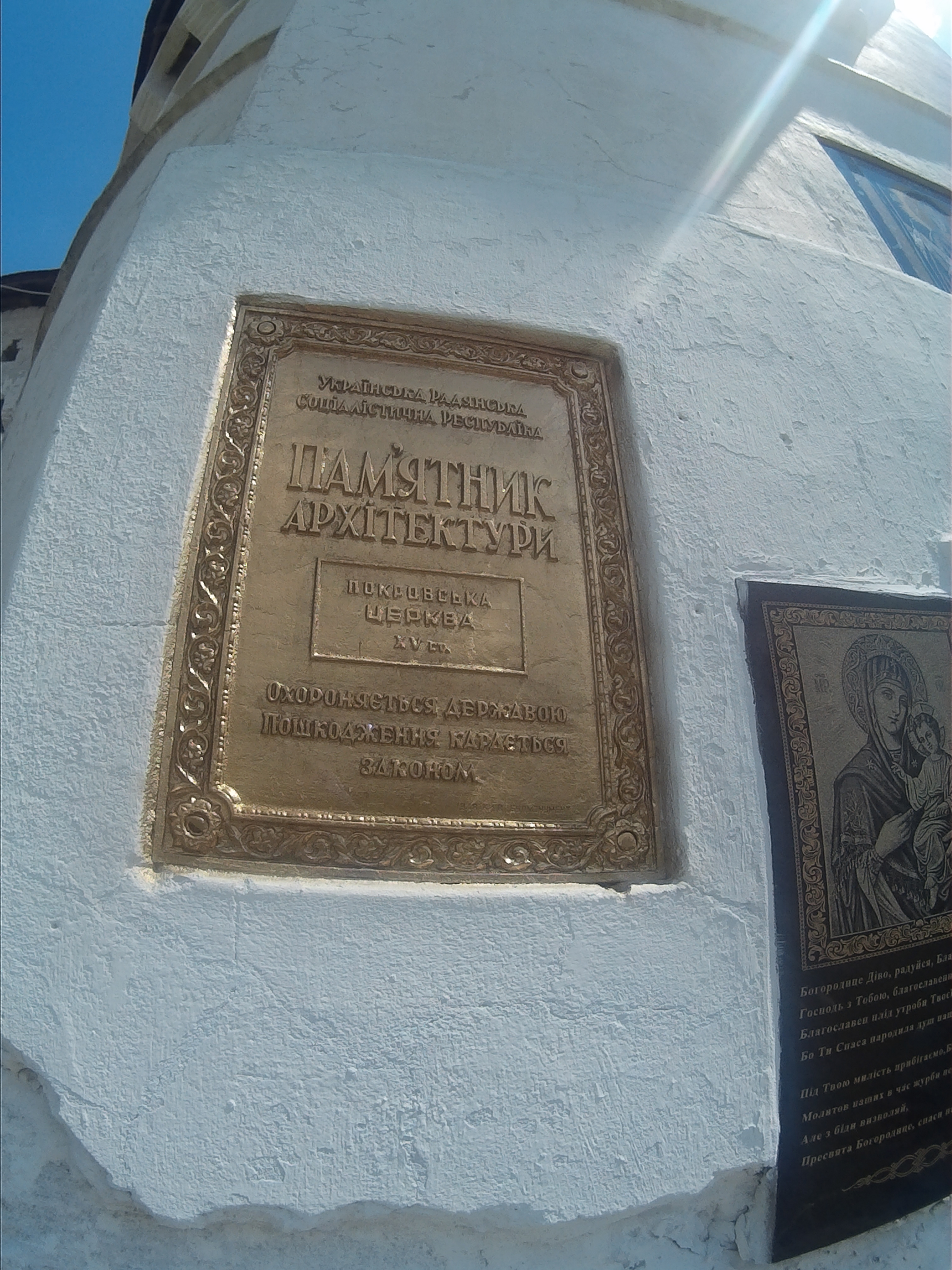
Охоронна табличка
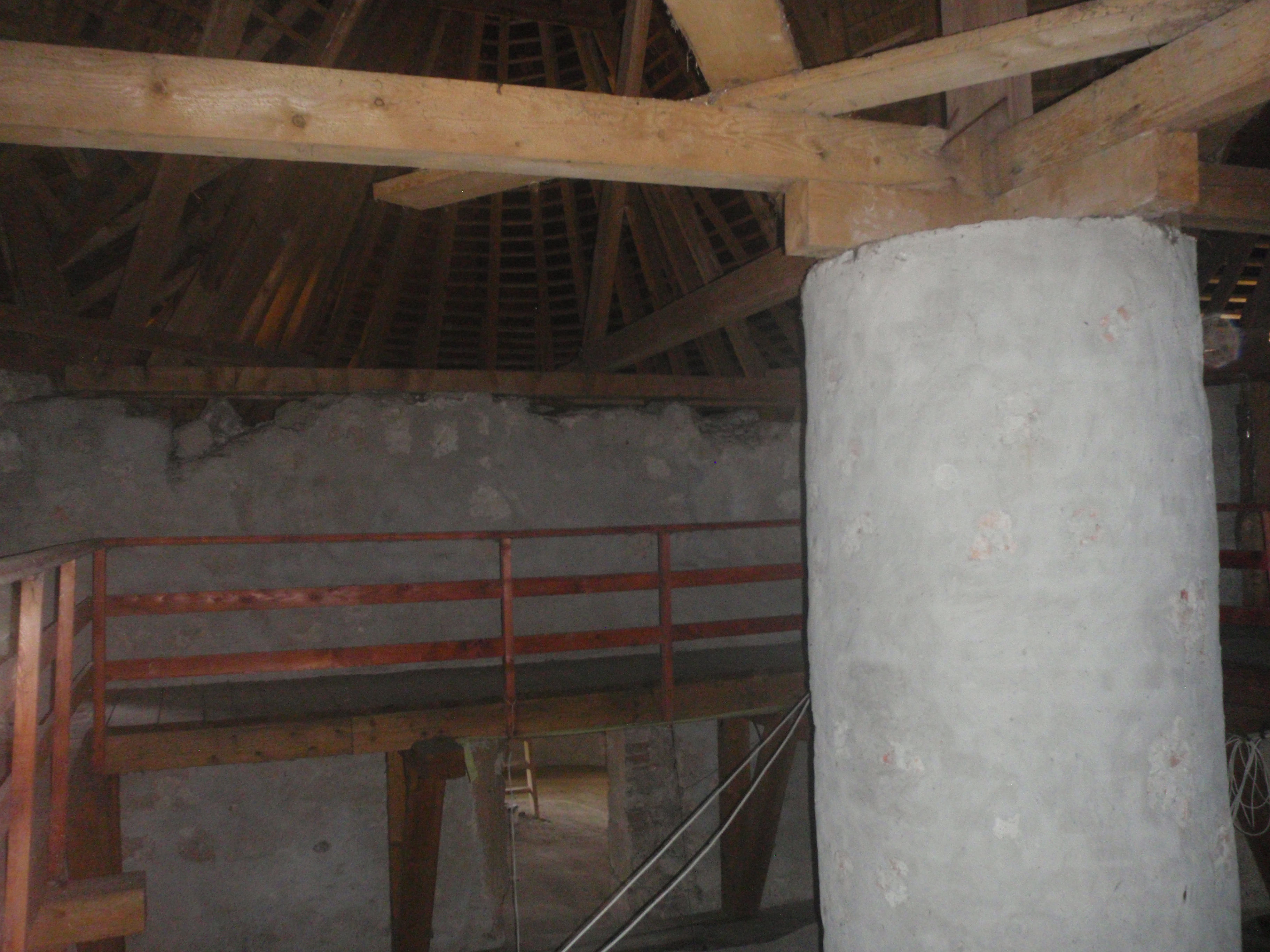
Стовп
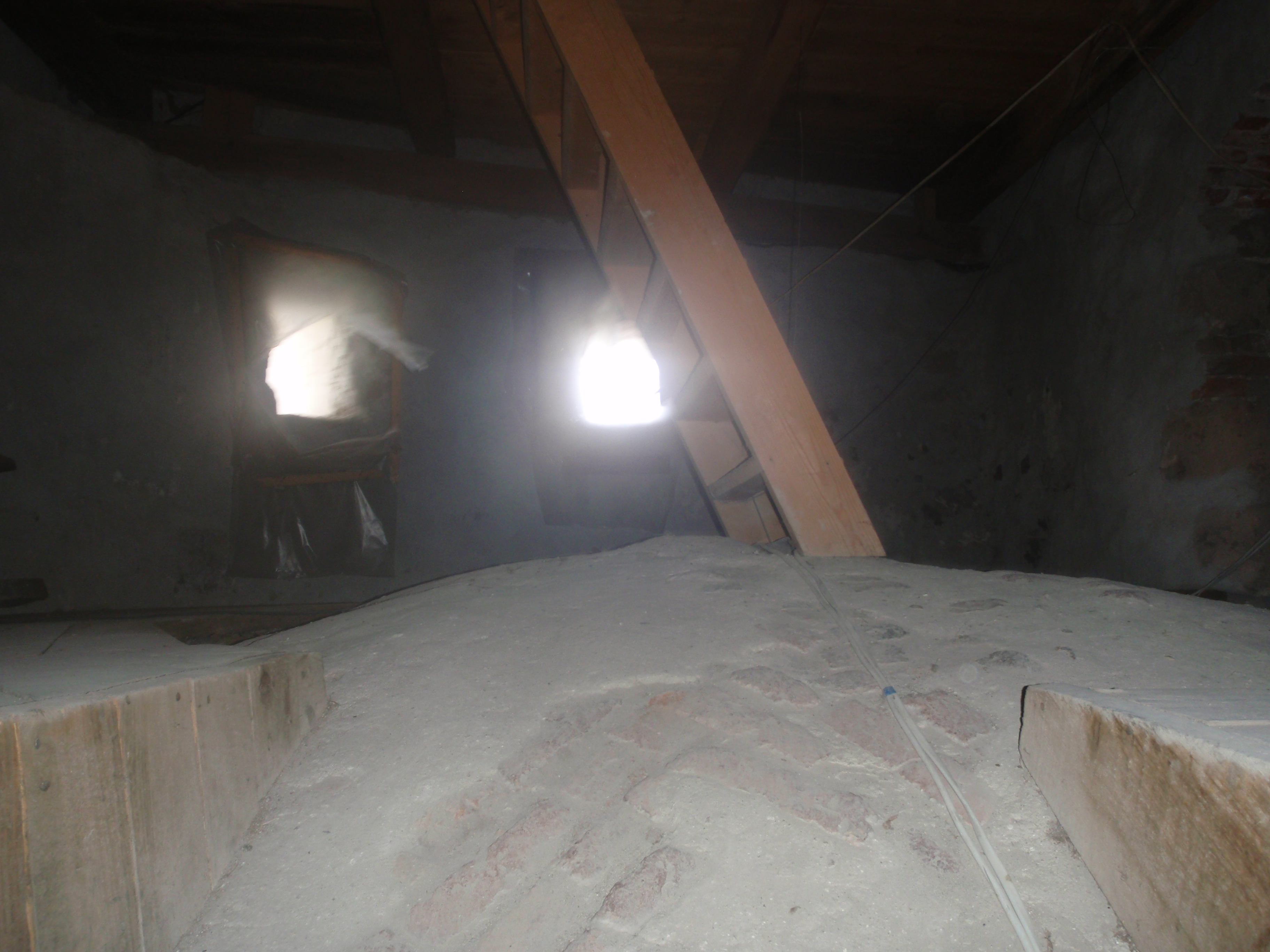
Бойовий парапет з бійницями-машикулями
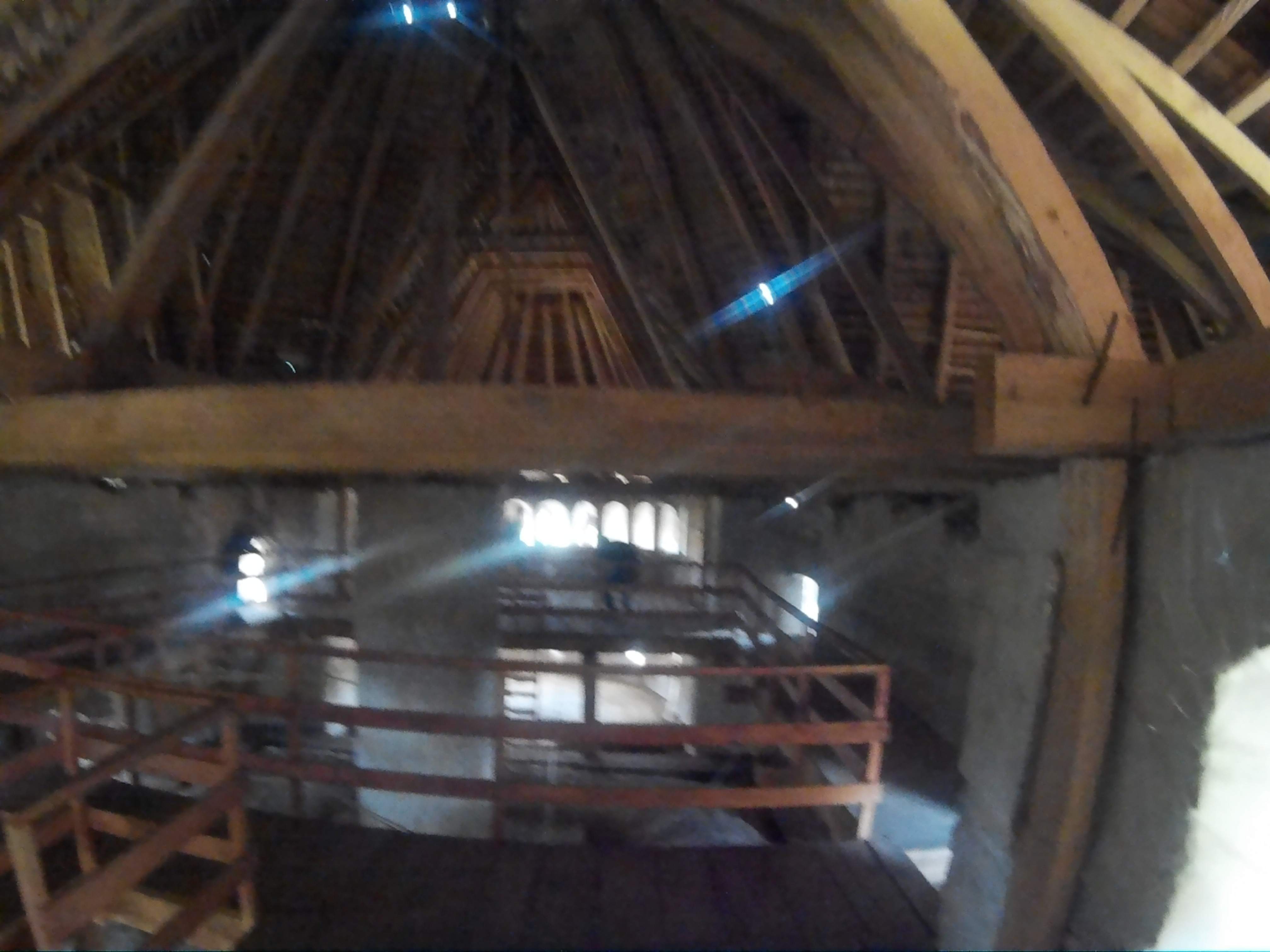
2 поверх
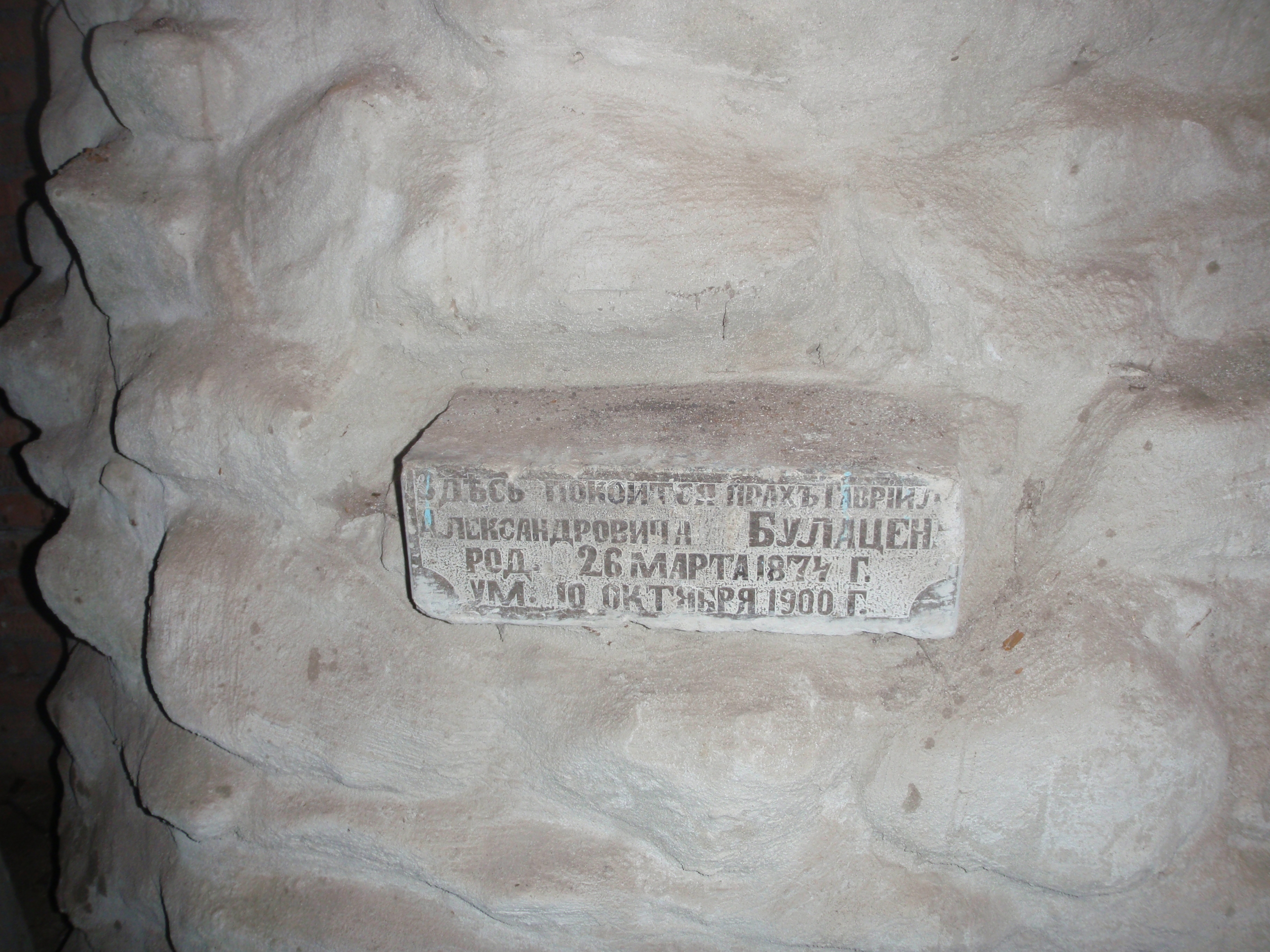
Могила в підвалі
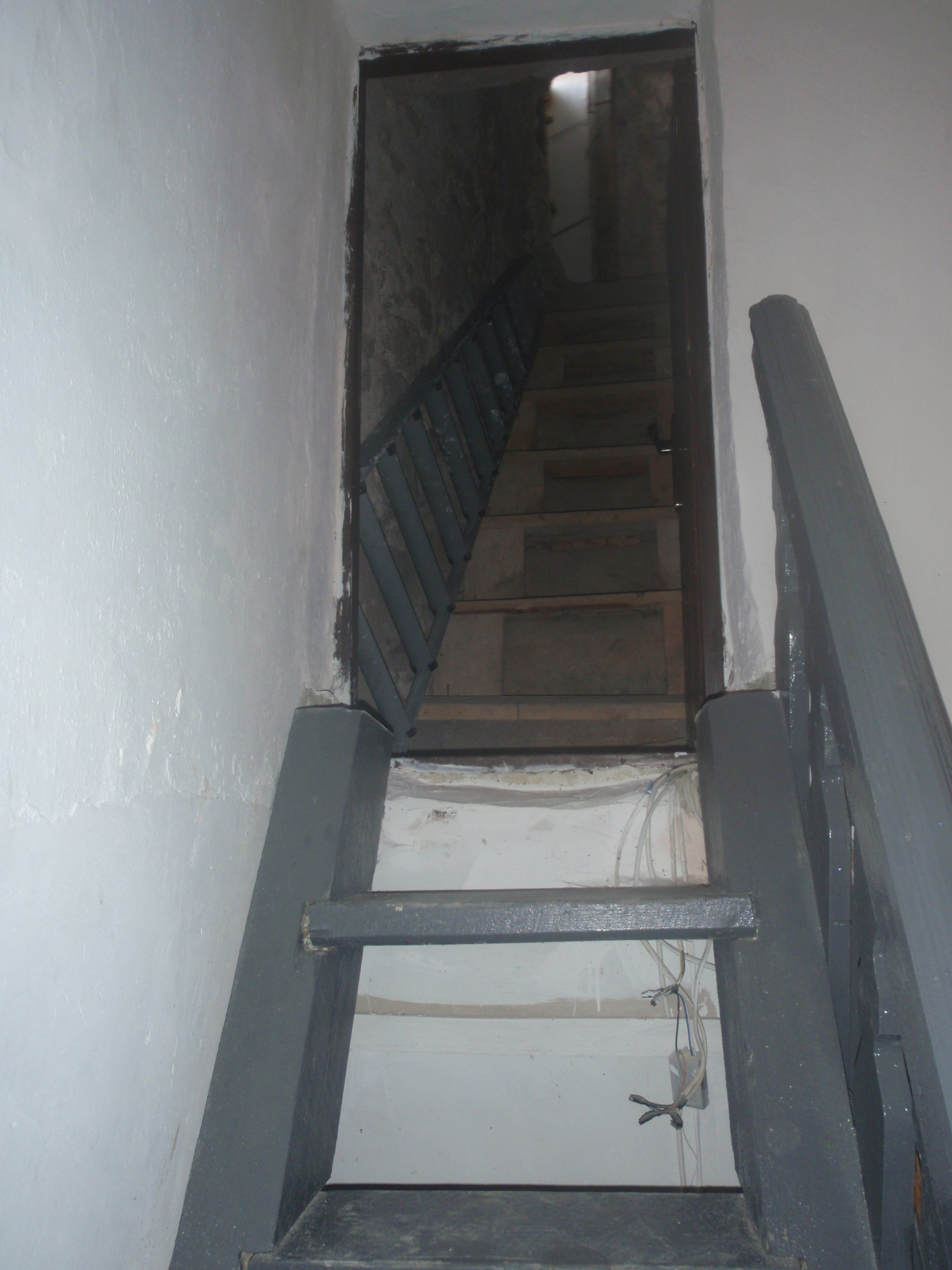
Сходи на другий поверх
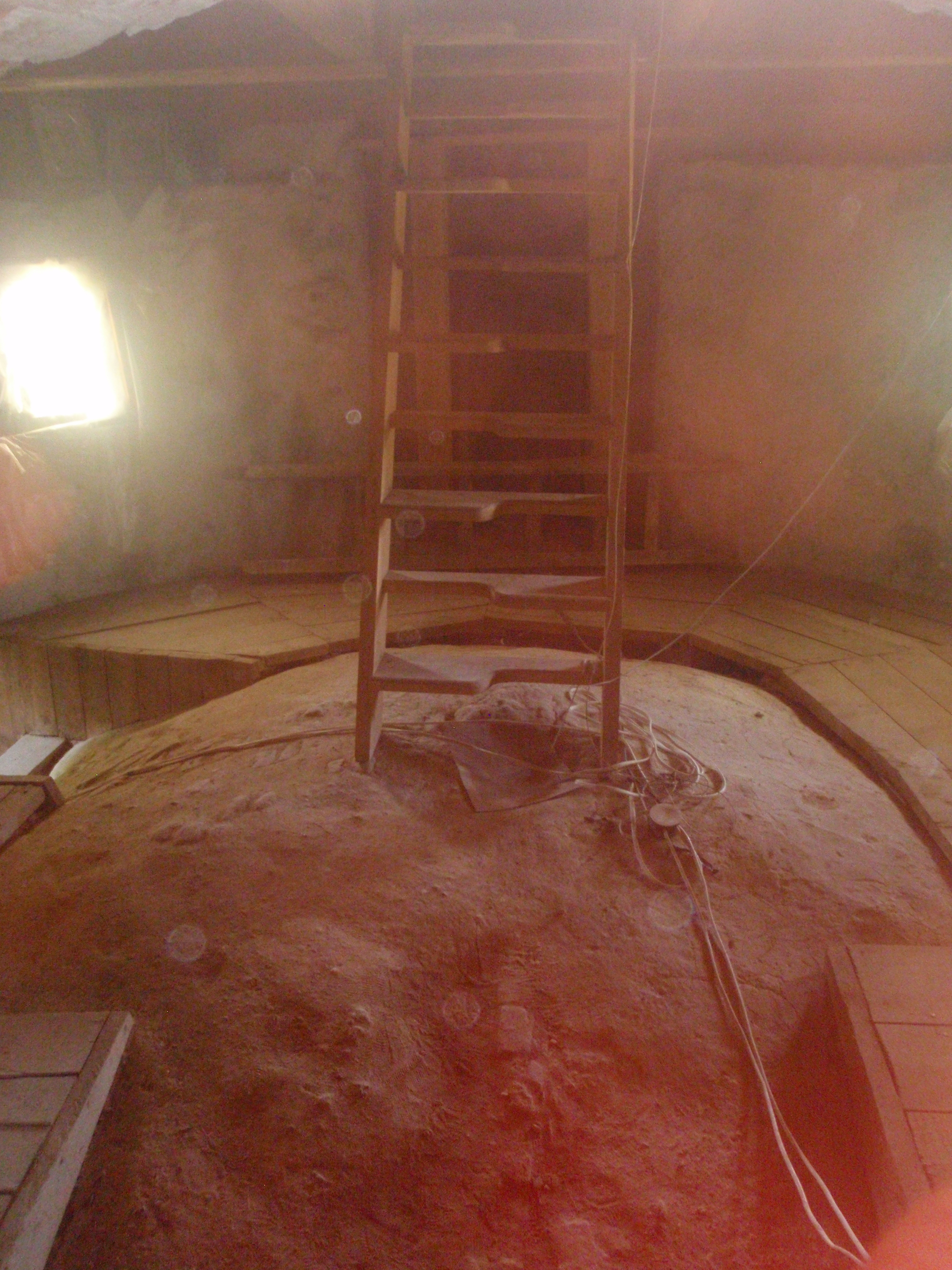
Другий поверх
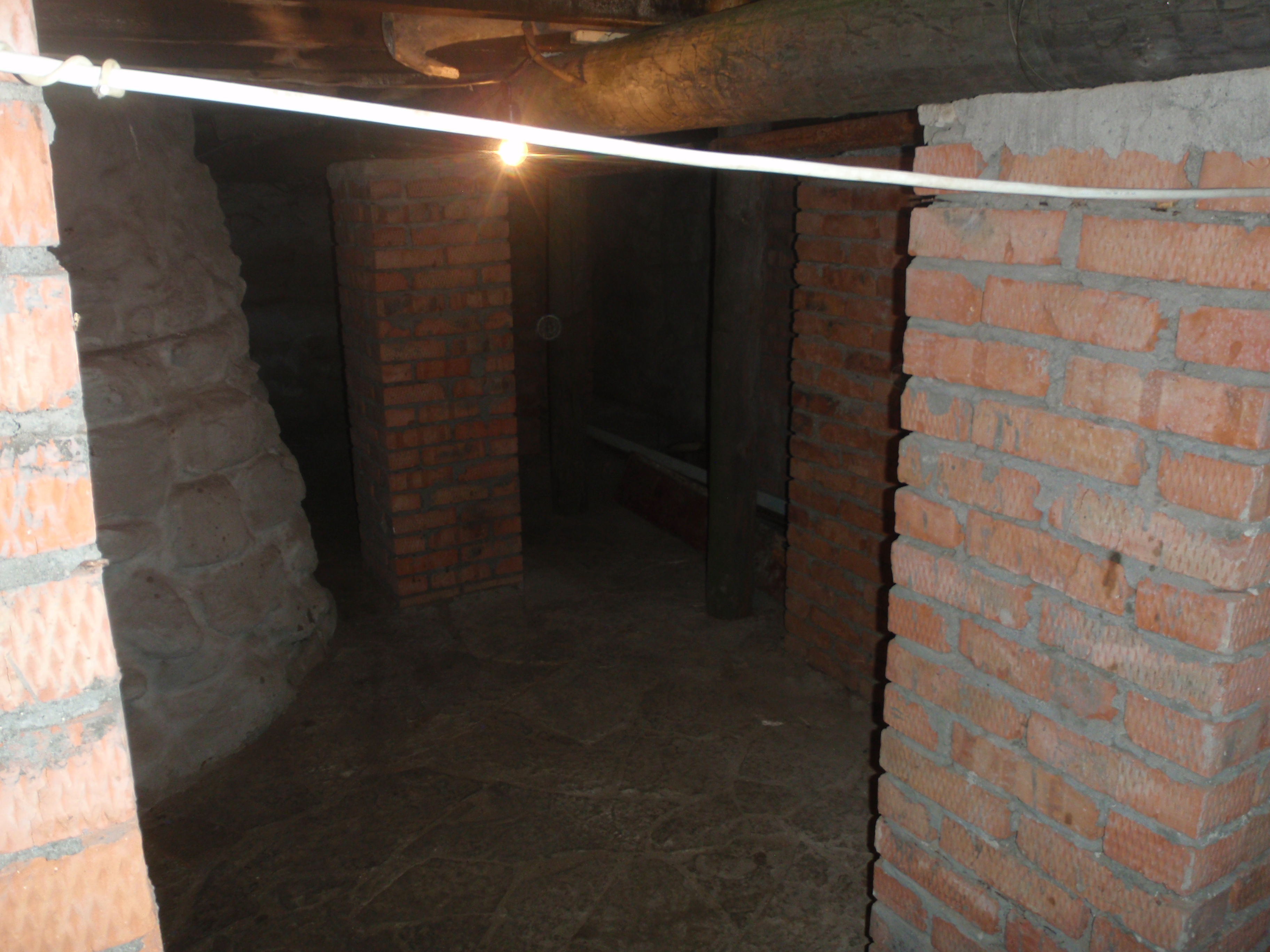
Підвалі
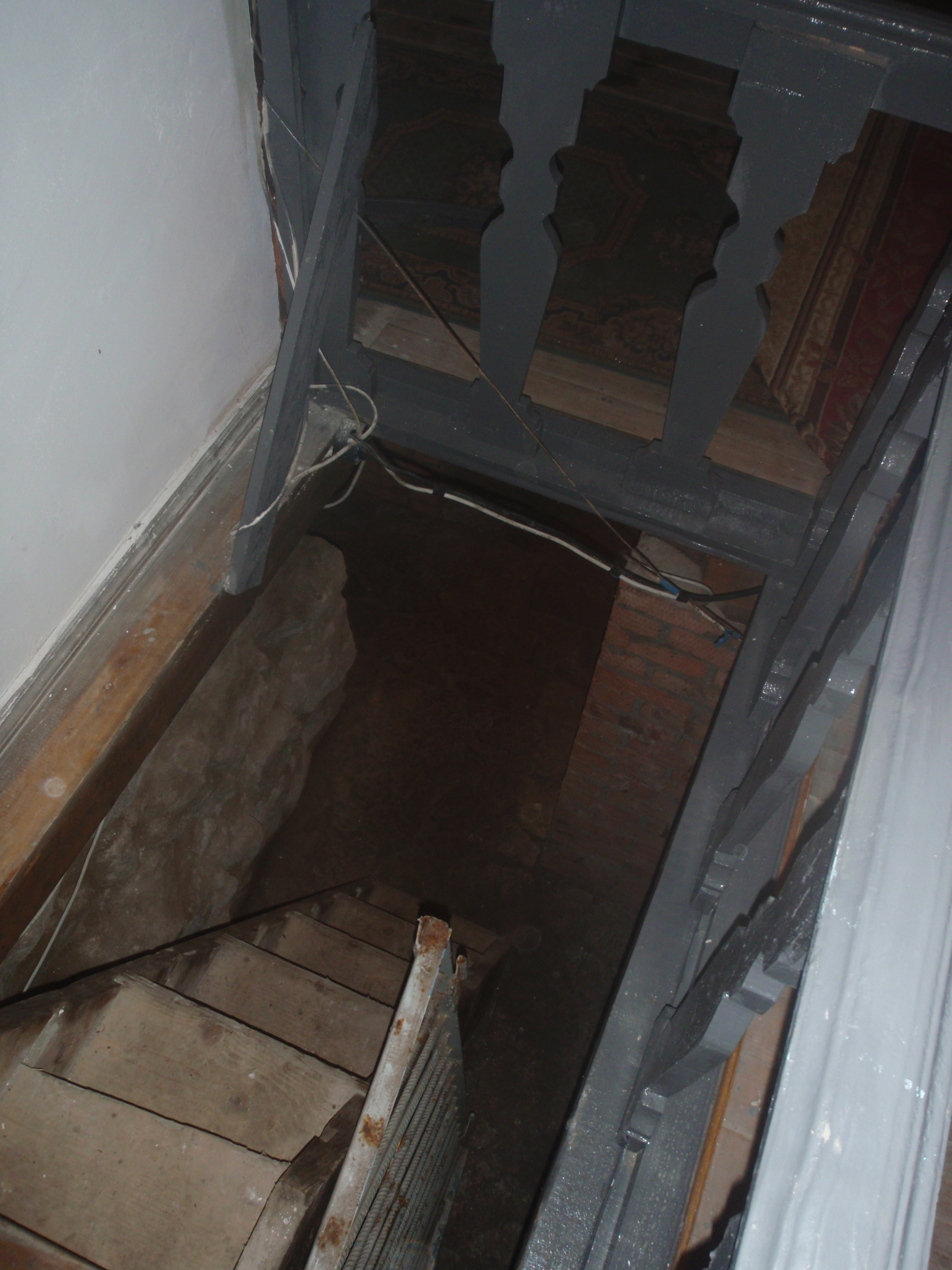
Вхід до підвалу
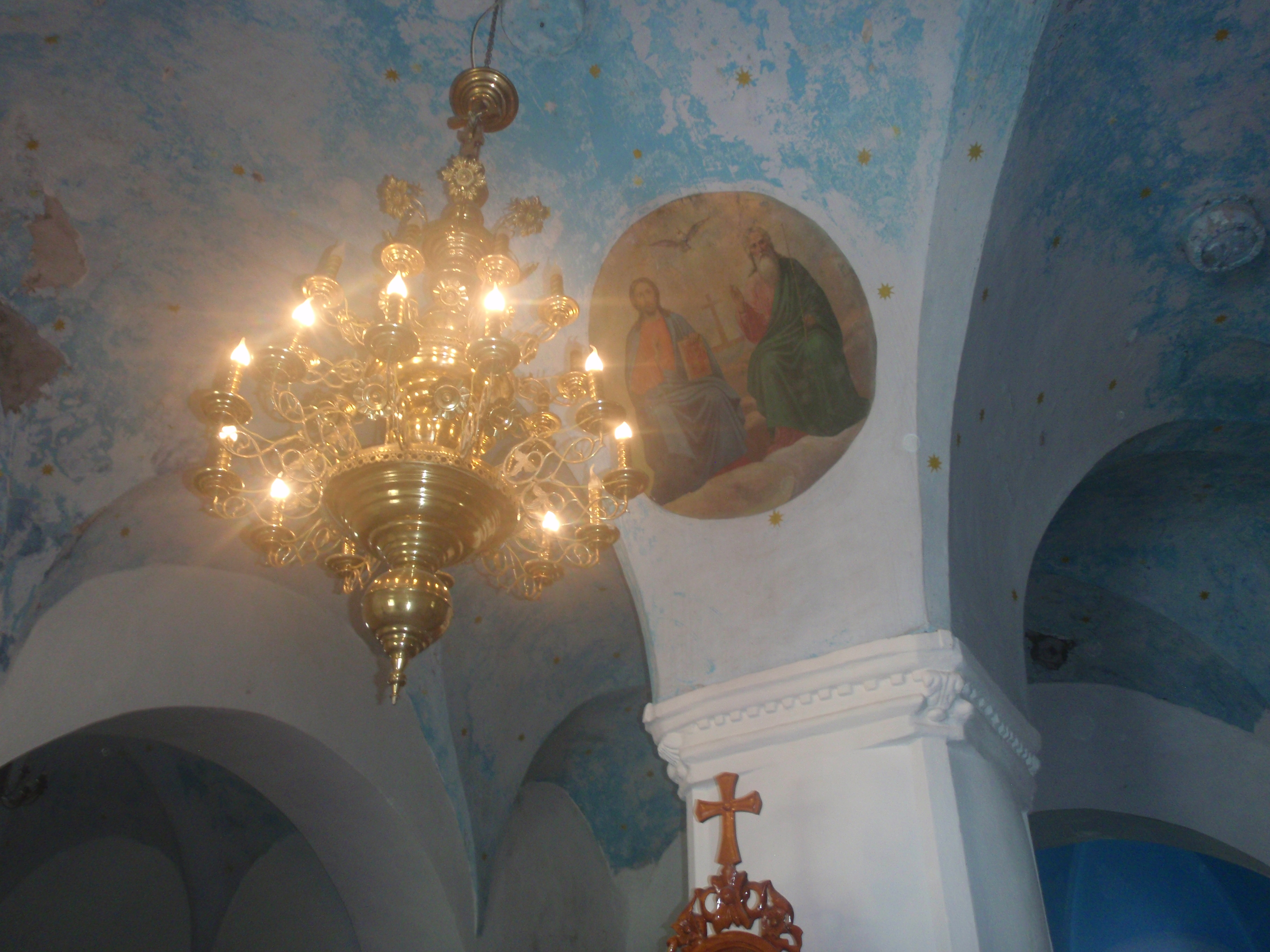
Інтер'єр церкви
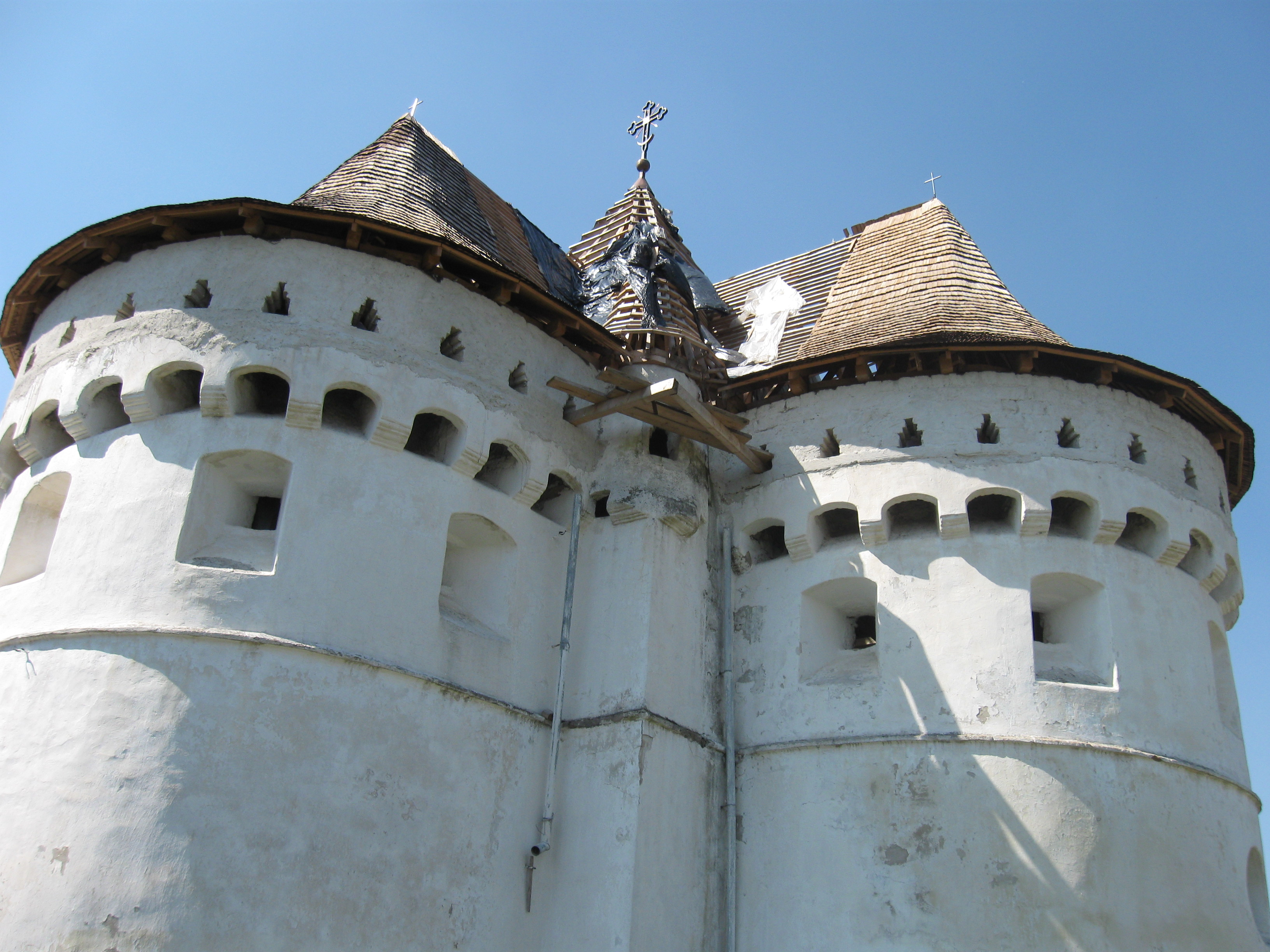
Покровська церква, фрагмент
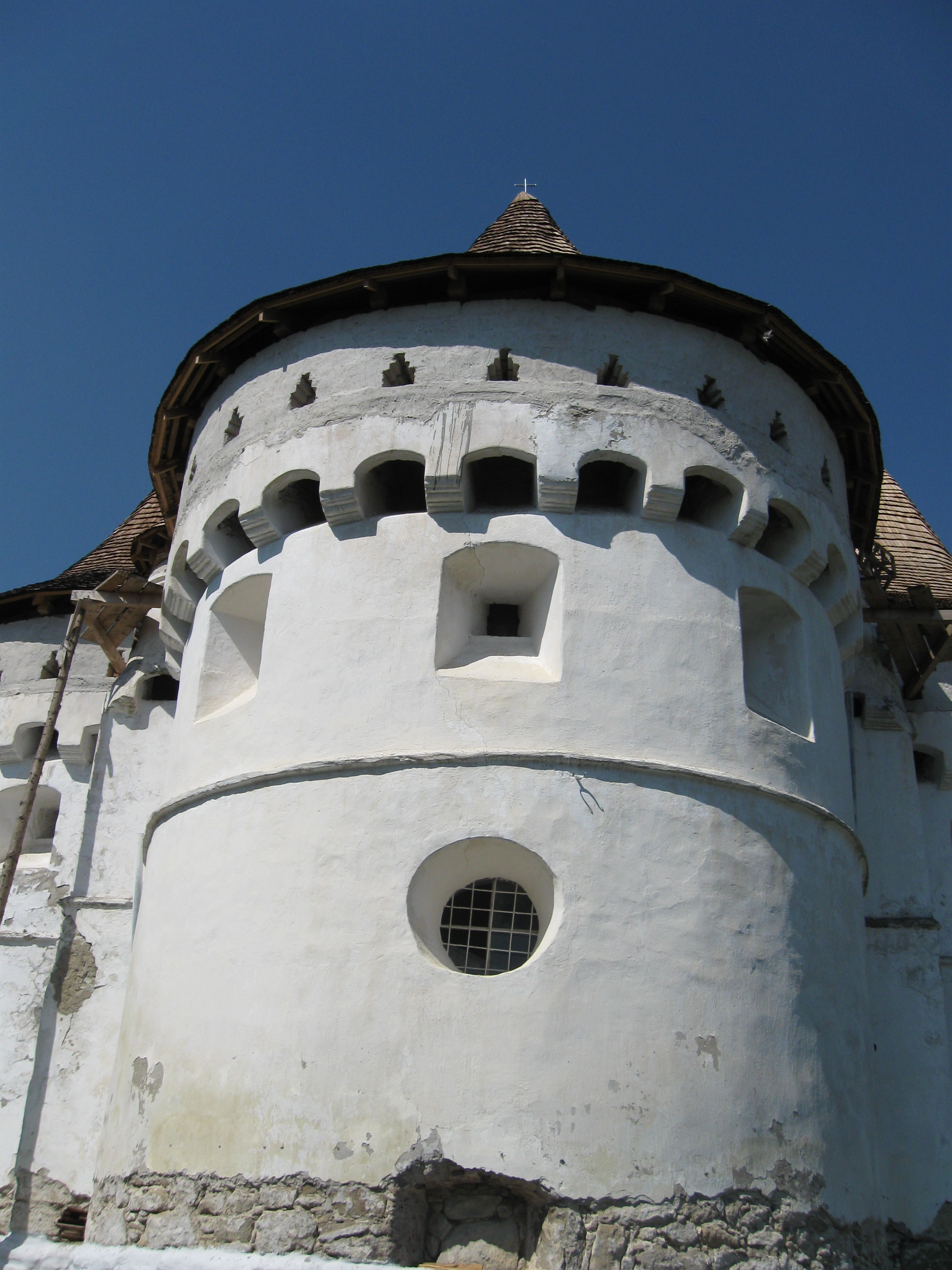
Покровська церква, фрагмент
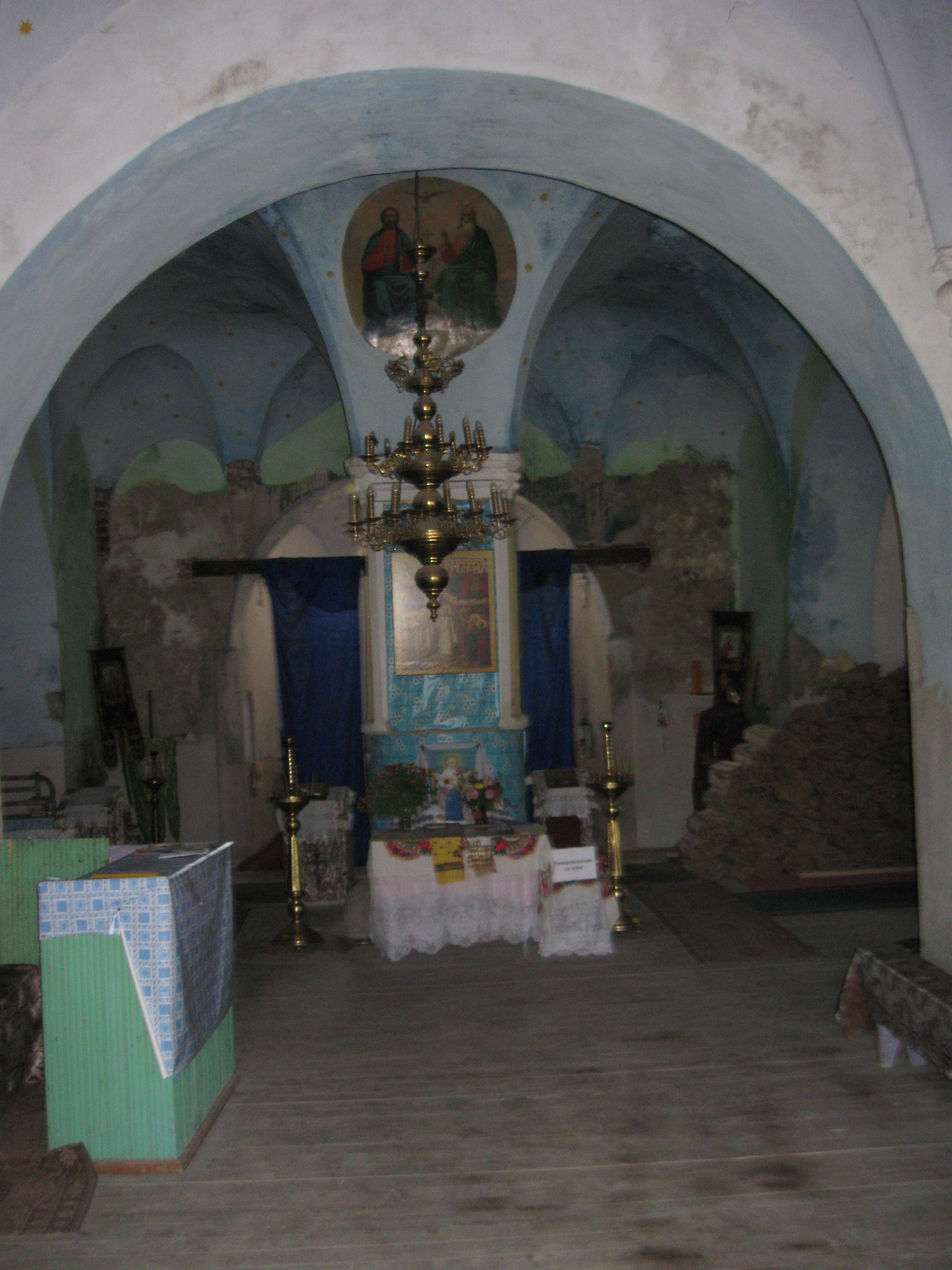
Інтер'єр
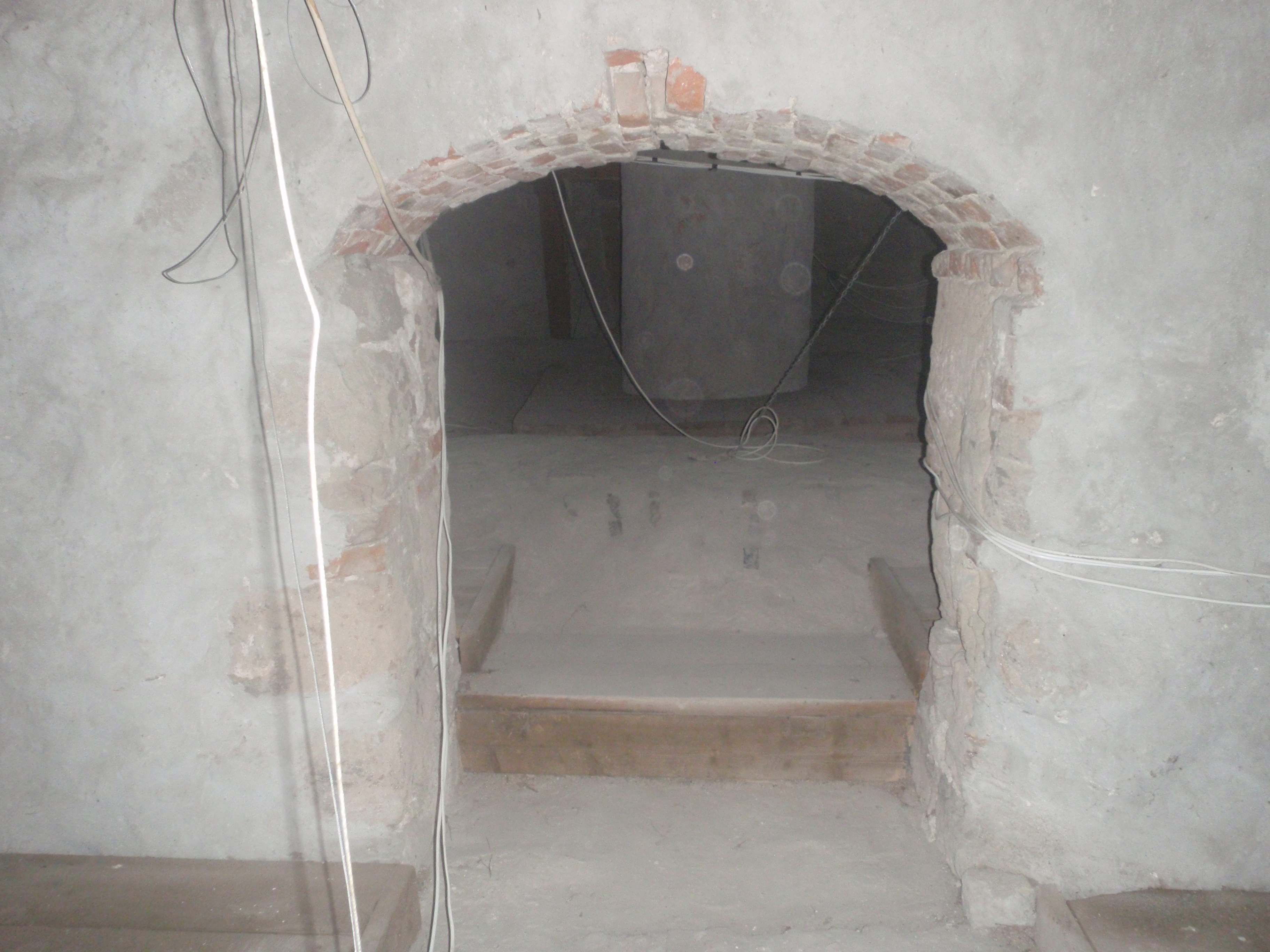
Другий поверх
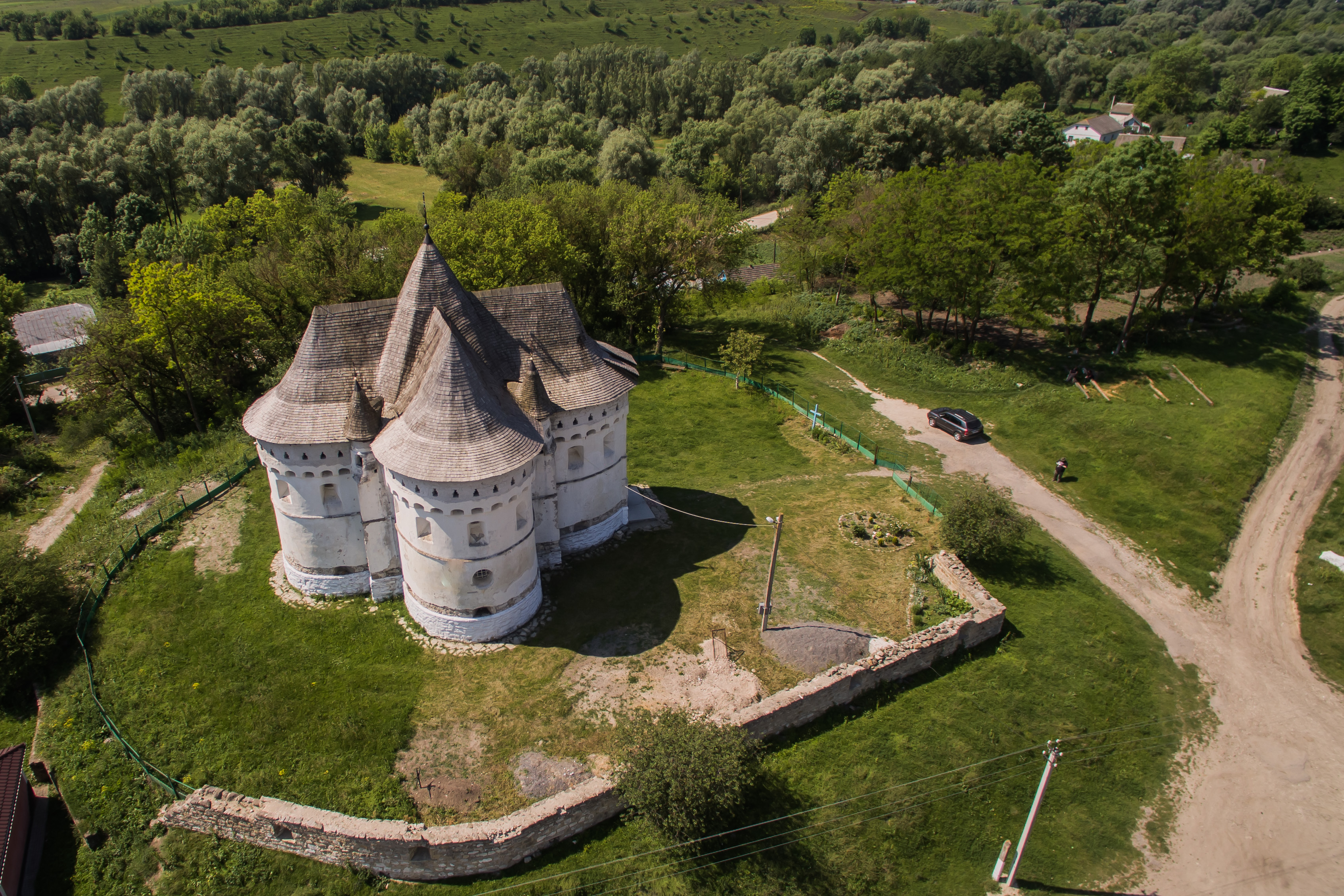
Вид на церкву-фотецю з висоти пташиного польоту. Червень 2016 року.
- Круговий огляд Церкви Покрову Пресвятої Богородиці за допомогою БПЛА
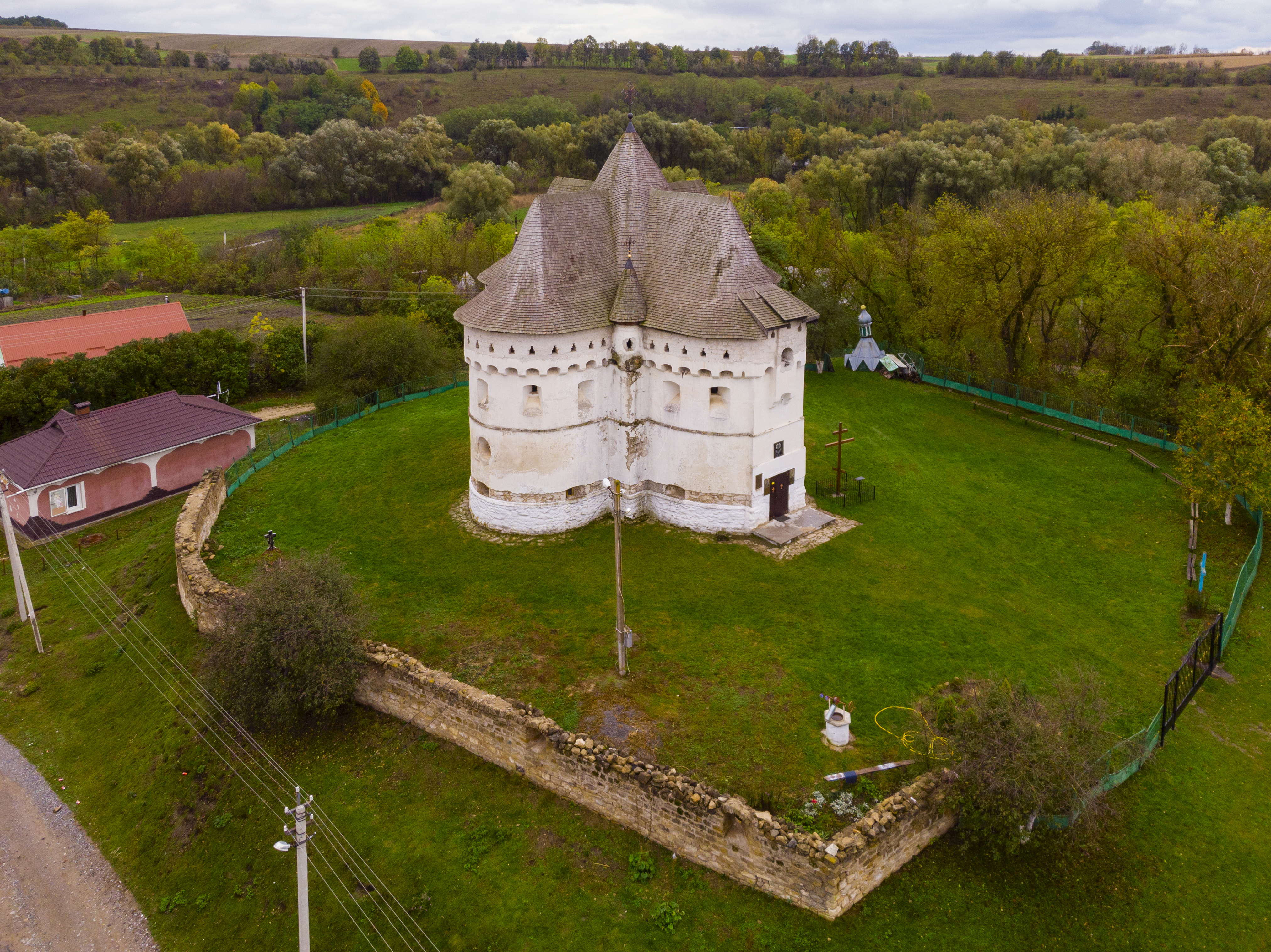
Вид на церкву з повітря